# Пежо 301 (2012)
Пежо 301 (фр. Peugeot 301) је аутомобил који производи француска фабрика аутомобила Пежо. Производи се од 2012. године.

## Историјат
Представљен је на сајму аутомобила у Паризу септембра 2012. године. Продаја је почела новембра исте године у Турској, а касније и на другим тржиштима Азије, Африке, Латинске Америке, централне и источне Европе. 301 је намењен само за тржишта у развоју и није доступан у западној Европи. Производи се у Шпанији у граду Виго, заједно са идентичним Ситроен Ц-елизеом. Име је први пут коришћено за модел из 1932. године.
Дизајниран је на основу модела 508, а заснован је на платформи 208-ице. Специјално је конструисан да задовољи укусе возача који су склонији лимузинама него хечбек моделима. 301 је породични аутомобил са много простора у кабини и великим пртљажником, који је прилагодљив свим подлогама и условима вожње.
Пежо 301 нема много сличности са осталим моделима из гаме. Ова лимузина представља прекретницу за француског произвођача, који се на овај начин враћа коренима, односно производњи трајних лимузина. Иако је 301 солидно направљен, за ентеријер су одабрани једноставнији, јефтинији материјали, тврда пластика и све што се није могло раније видети у Пежоовим аутомобилима. У ентеријеру нема познате Пежоове раскоши када је у питању квалитет материјала. Пластика је једноставна, тврда, али трајна. Преграда за одлагање ствари има довољно и распоређене су унутар читавог путничког простора, док је волумен пртљажника 640 литара или 506 литара по правилима немачког удружења аутомобилске индустрије (ВДА).
Новембра 2016. године јавности је представљен редизајн. Највеће промене обухвата предњи део аутомобила. Рестилизован је покопац мотора, затим маска хладњака, фарови, браник и отвори за магленке, а амблем компаније је са врха хаубе спуштен на централни део маске. Уграђена су и нова лед дневна светла. Позади су преобликована стоп светла, која изгледају модерније. Унапређена је и унутрашњост, 301-ица је добила нови мултимедијални сиситем са седмоинчним екраном осетљивим на додир.

## Мотори
| Модел           | Запремина | Цилиндри/ вентили | Снага          | Мењачи                    | 0−100 km/h | Брзина   |
| Бензин          | Бензин    | Бензин            | Бензин         | Бензин                    | Бензин     | Бензин   |
| --------------- | --------- | ----------------- | -------------- | ------------------------- | ---------- | -------- |
| 1.2 VTi         | 1199 cm³  | 3/12              | 53 kW / 73 КС  | 5° мануелни               | 14,2 сек.  | 160 km/h |
| PureTech 82     | 1199 cm³  | 3/12              | 60 kW / 80 КС  | 5° мануелни               | 12,9 сек.  | 169 km/h |
| 1.6 VTi         | 1587 cm³  | 4/16              | 86 kW / 115 КС | 5° мануелни, 4° аутоматик | 9,4 сек.   | 188 km/h |
| Дизел           |           |                   |                |                           |            |          |
| 1.5 BlueHDi 100 | 1499 cm³  | 4/8               | 75 kW / 102 КС | 6° мануелни               | 10,1 сек.  | 190 km/h |
| 1.6 HDi         | 1560 cm³  | 4/8               | 68 kW / 92 КС  | 5° мануелни               | 11,2 сек.  | 180 km/h |
| 1.6 BlueHDi 100 | 1560 cm³  | 4/8               | 73 kW / 100 КС | 5° мануелни               | 10,8 сек.  | 183 km/h |

## Галерија
- Пежо 301
- Пежо 301
- Рестајлинг од 2017.
- Рестајлинг од 2017.
- Ситроен Ц-елизе
- Ситроен Ц-елизе